# Julee Cruise
Julee Cruise (1. prosince 1956 – 9. června 2022) byla americká zpěvačka.
Narodila se v Crestonu v Iowě a studovala hru na lesní roh na Drakeově univerzitě v Des Moines. V roce 1986 nazpívala píseň „Mysteries of Love“ pro film Modrý samet režiséra Davida Lynche. Hudbu k písni složil Angelo Badalamenti, text napsal Lynch. Ti jsou autory všech písní na jejích prvních dvou albech, Floating into the Night, vydaném v roce 1989, a The Voice of Love, které vyšlo o čtyři roky později. Později vydala ještě dvě další alba, The Art of Being a Girl (2002) a My Secret Life (2011). Vystupovala v několika epizodách Lynchova televizního seriálu Městečko Twin Peaks, později také ve filmu Twin Peaks: Ohni se mnou pojď, a v roce 2017 v obnoveném seriálu Twin Peaks. V roce 1999 zpívala v několika písních z alba Wide Angle velšského elektronického dua Hybrid. V roce 2022, ve věku 65 let, spáchala v Pittsfieldu v Massachusetts sebevraždu.